# Колодезная (Никольское сельское поселение)
Колодезная — деревня в Межевском муниципальном округе Костромской области.

## География
Находится в северной части Костромской области на расстоянии приблизительно 6 км на север-северо-запад по прямой от села Георгиевское, административного центра округа.

## История
Деревня уже фигурировала на карте 1840 года. В 1872 году здесь был учтен 21 двор. Деревня была центром Кузьминской волости, в 1907 году — 28. До 2021 года деревня входила в состав Никольского сельского поселения до его упразднения.

## Население
Постоянное население составляло 123 человека (1872 год), 135(1897), 130 (1907), 9 в 2002 году (русские 100 %), 0 в 2022.